# Campeonato Europeo de Lucha de 1927
El VI Campeonato Europeo de Lucha se celebró en Budapest (Hungría) en el año 1927 bajo la organización de la Federación Internacional de Luchas Asociadas (FILA) y la Federación Húngara de Lucha. Solamente se compitió en las categorías del estilo grecorromano.

## Resultados

### Lucha grecorromana
| Evento   | Oro                            | Plata                      | Bronce                        |
| -------- | ------------------------------ | -------------------------- | ----------------------------- |
| 58 kg    | Giovanni Gozzi Italia          | Eduard Pütsep Estonia      | Armand Magyar Hungría         |
| 62 kg    | Voldemar Väli Estonia          | Károly Kárpáti Hungría     | Martin Egeberg · Noruega      |
| 67,5 kg  | Eduard Sperling · Alemania     | Harald Pettersson · Suecia | Osvald Käpp Estonia           |
| 75 kg    | László Papp Hungría            | Albert Kusnets Estonia     | František Hála Checoslovaquia |
| 82,5 kg  | Alexander Szabó Checoslovaquia | Thure Sjöstedt · Suecia    | Rudolf Loo Estonia            |
| +82,5 kg | Rajmund Badó Hungría           | Johan Richthoff · Suecia   | Josef Urban Checoslovaquia    |

## Medallero
| Núm. | País           | Oro | Plata | Bronce | Total |
| ---- | -------------- | --- | ----- | ------ | ----- |
| 1    | Hungría        | 2   | 1     | 1      | 4     |
| 2    | Estonia        | 1   | 2     | 2      | 5     |
| 3    | Checoslovaquia | 1   | 0     | 2      | 3     |
| 4    | Alemania       | 1   | 0     | 0      | 1     |
| 4    | Italia         | 1   | 0     | 0      | 1     |
| 6    | Suecia         | 0   | 3     | 0      | 3     |
| 7    | Noruega        | 0   | 0     | 1      | 1     |
|      | TOTAL          | 6   | 6     | 6      | 18    |